# Diabrotica tripunctata
Diabrotica tripunctata is een keversoort uit de familie bladkevers (Chrysomelidae). De wetenschappelijke naam van de soort werd in 1801 gepubliceerd door Johann Christian Fabricius. De door hem beschreven soort komt voor in het Neotropisch gebied Zuid-Amerika.